# Baller (Lied)
Baller ist ein 2025 veröffentlichtes Lied des aus Österreich stammenden Musikduos Abor & Tynna, das aus den Geschwistern Attila und Tünde Bornemisza besteht. Das Stück war der deutsche Beitrag zum Eurovision Song Contest 2025 und erreichte den 15. Platz. Es erschien als siebte Singleauskopplung aus ihrem Debütalbum Bittersüß.

## Entstehung und Artwork
Das Lied wurde von den beiden Bandmitgliedern Attila Bornemisza (Abor) und Tünde Bornemisza (Tynna) zusammen mit dem Koautor Alexander Hauer im Herbst 2024 geschrieben. Während Abor zudem auch für das Arrangement zuständig war, zeichnete der in Berlin wirkende Hauer zusätzlich für die Abmischung sowie die Produktion verantwortlich. Das Mastering erfolgte durch GKG Mastering in München unter der Leitung von Ludwig Maier.
Tynna und ihr damaliger Freund trennten sich im Sommer 2024 nach sechs Jahren Beziehung. Diese Thematik hat sie im Lied verarbeitet und singt über ihre Trauer. Auf dem Frontcover der Single ist ein schwarz-weißes Porträt von Tynna zu sehen. Dieses zeigt lediglich in einer unscharfen, herangezoomten Art Teile ihres Gesichts, während sie den Blick zur Kamera gerichtet hat. Zwei weitere alternative Coverbilder zeigen das Geschwisterpaar, in schwarz gekleidet, vor einem weiß-schattigen Hintergrund.

## Veröffentlichung
Die Erstveröffentlichung von Baller erfolgte am 24. Januar 2025 als Single bei Jive Records. Diese erschien als Doppel-A-Seite mit dem Titel Songs gehasst zum Download und Streaming (Katalognummer: 19687271749). Der Vertrieb erfolgte durch Sony Music Entertainment, während das Lied durch Edition Alex Hauer, die Publish Affairs Notenvertriebs GmbH und Universal Music Publishing verlegt wurde. Am 14. Februar 2025 erschien Baller als Teil von Bittersüß, dem Debütalbum von Abor & Tynna, dessen siebte Singleauskopplung es ist. Am 25. April 2025 erfolgte die Veröffentlichung einer akustischen Version des Titels in ungarischer Sprache. Im Folgemonat erschien zunächst ein Remix als digitaler Einzeltrack am 8. Mai 2025 (Katalognummer: 19687311072) sowie eine physische CD-Maxi-Single mit fünf verschiedenen Versionen des Liedes (Katalognummer: 19802917112).
Weitere Versionen
- Baller (Abor Remix)
- Baller (Acoustic Version)
- Baller (Acoustic Hungarian Version) (Version in Ungarisch)[12]
- Baller (English Edit) (Version in Englisch)[13]
- Baller (Eurovision Mix)
- Baller (Karaoke Version)
- Baller (nowifi Remix) (feat. nowifi)

## Eurovision Song Contest

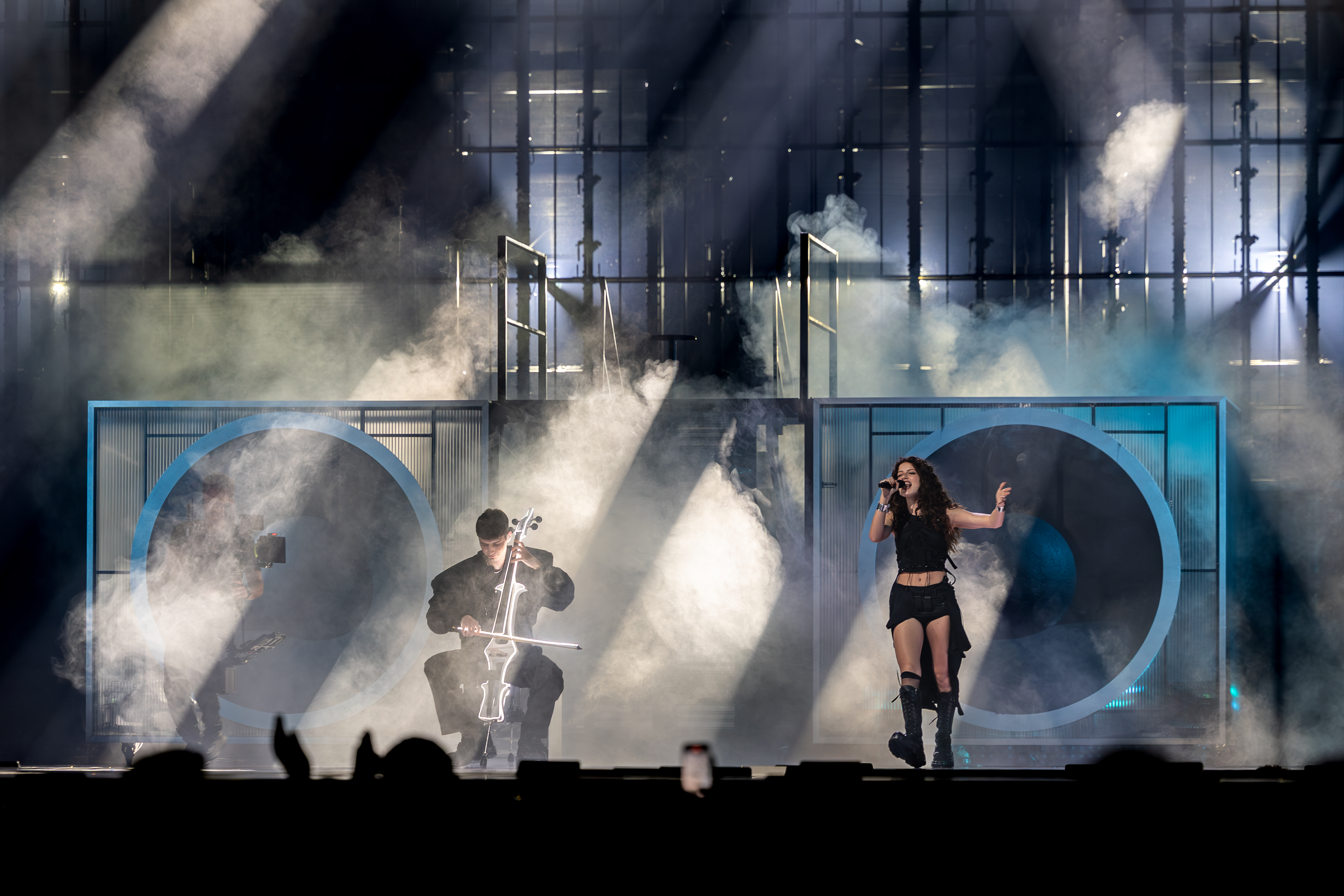
Abor & Tynna beim ESC 2025.

### Chefsache ESC 2025 – Wer singt für Deutschland?
Im Dezember 2024 stellten sich Abor & Tynna mit ihrem Lied Babylon beim Casting zu Chefsache ESC 2025 – Wer singt für Deutschland? vor, der deutschen Vorentscheidung zum Eurovision Song Contest 2025. Stefan Raab war allerdings von Ausschnitten von Baller auf ihrer Instagram-Seite begeistert und legte ihnen dieses Lied für den Wettbewerb nahe.
Am 14. Februar 2025 trat das Duo in der ersten der beiden Vorstellungsrunden auf, die an zwei aufeinanderfolgenden Tagen live zur Hauptsendezeit von RTL übertragen wurde. In beiden traten insgesamt 24 Künstler oder Bands auf. Das Geschwisterpaar setzte sich mit einer Coverversion von Skyfall (Adele) durch, wie auch sechs weitere Teilnehmer mit ihren Liedern. In der Folgewoche fand am 22. Februar 2025 das Halbfinale ebenfalls auf RTL statt. Das Duo gelangte mit seinem ESC-Beitrag Baller neben acht weiteren Acts ins Finale. Im Finale am 1. März 2025 in der ARD wurden Abor & Tynna mit ihrer Interpretation von Bang Bang (Nancy Sinatra) und Baller von der Jury unter die letzten Fünf gewählt, die sich nochmals einem Publikumsvoting stellen mussten. Bei diesem gewann das Duo mit 34,9 % vor Lyza (Lovers on Mars; 31,1 %) und Moss Kena (Nothing Can Stop Love; 22,6 %).

### Eurovision Song Contest
Deutschland ist beim Eurovision Song Contest als Teil der sogenannten „Big Five“ für das Finale des Eurovision Song Contests gesetzt; dieses fand am 17. Mai 2025 in Basel statt. Baller ist das erste Deutschland vertretende Lied mit einem deutschsprachigen Titel seit dem Eurovision Song Contest 2007, als Roger Cicero mit dem Song Frauen regier’n die Welt antrat. Beim Eurovision Song Contest 2012 vertrat die Gruppe Trackshittaz Österreich mit Woki mit deim Popo, dessen Text in deutscher Mundart verfasst ist, als letztem gänzlich in Deutsch vorgetragenen Beitrag.
Für das Finale bekam Deutschland den 16. Startplatz zugeteilt und erreichte mit 151 Punkten den 15. Platz. Davon entfielen 77 Punkte auf die Jurys, womit der Titel auf dem 13. Platz lag, und 74 Punkte auf die Zuschauer, wo er den elften Platz belegte. Obwohl das Duo bei gleicher Teilnehmerzahl 34 Punkte mehr holte als der Vorjahresbeitrag Always on the Run (Isaak Guderian), platzierte er sich drei Plätze schlechter. Abor & Tynna erreichten die beste Punktzahl seit sieben Jahren, zuletzt hatte Michael Schulte mit You Let Me Walk Alone im Jahr 2018 mehr erzielen können (340 Punkte / Platz 4). Das Duo bekam zwölf Punkte von den Jurys aus Tschechien und der Ukraine sowie vom österreichischen Publikum, dies waren die ersten Zwölf-Punkte-Vergaben an Deutschland ebenfalls seit dem Jahr 2018. Zugleich sind die 151 Punkte die höchste jemals erreichte Punktzahl, mit der ein ESC-Act den 15. Platz belegte. Man löste damit Alexander Rybak als Spitzenreiter ab, der 2018 144 Punkte erreichte. 

## Inhalt
| „Ich baller’ Löcher in die Nacht. Sterne fall’n und knall’n auf mein Dach. Es tut noch bisschen weh, wenn ich dich wiederseh’. Aber ich komm’ nie wieder, egal was du mir sagst.“ – Refrain, Originalauszug | Der Liedtext zu Baller ist, mit Ausnahme der Zeile „I shoot for the stars“ (englisch für „Ich greife nach den Sternen“), in deutscher Sprache verfasst und stammt vom Duo Abor & Tynna selbst sowie Alexander Hauer. Alle Texter waren zugleich für die Komposition zuständig und komponierten die Musik in c-Moll mit 138 Schlägen pro Minute. Musikalisch bewegt sich das Lied in den Bereichen der elektronischen Musik und der Popmusik, stilistisch im Bereich des Elektropops. Inhaltlich wird in Baller das Ende einer realen Liebesbeziehung verarbeitet („Hätt wissen soll’n, dass das das Ende von uns war“). Laut einem Rezensenten der Frankfurter Allgemeinen Zeitung (FAZ) „ballere“ Tynna beim Singen all ihre Gefühle heraus und löse sich so von ihrem ehemaligen Partner („Ich baller’ Löcher in die Nacht“), dabei gebe es für sie kein Zurück („Aber ich komm’ nie wieder, egal was du mir sagst“), auch wenn es immer noch wehtue („Es tut noch bisschen weh, wenn ich dich wiederseh’“). |

Aufgebaut ist das Lied aus zwei Strophen, einem Refrain und einem Outro. Es beginnt zunächst mit dem Refrain als eine Art Intro, der als Achtzeiler geschrieben wurde und sich aus einem sich wiederholenden Vierzeiler zusammensetzt. Den Refrain zeichnet insbesondere aus, dass in den ersten beiden Zeilen auf Wortwiederholungen als Stilmittel zurückgegriffen wird. Dabei findet eine Geminatio beziehungsweise eine Epizeuxis Verwendung, denn es heißt: „Ich ball, la, la, la, la, la, la, ler’ Löcher in die Nacht“ sowie „Sterne fa, la, la, la, lall’n und knall’n auf mein Dach“. An den Refrain schließt sich die ebenfalls aus vier Zeilen bestehende erste Strophe an. Auf die erste Strophe folgt der sogenannte Prechorus, der auch aus vier Zeilen besteht, ehe erneut der eigentliche Refrain einsetzt. Der gleiche Aufbau wiederholt sich mit der zweiten Strophe. Nach dem dritten Refrain endet das Lied mit dem Outro, das lediglich auf den Refrain zurückgreift und mehrfach Teile der ersten Refrainzeile wiederholt. Der Gesang stammt nur von Tynna, ihr Bruder Abor wirkte lediglich an der Studioarbeit und der Instrumentierung, besonders dem Spielen des Cellos, mit.

## Musikvideos
Zu Baller erschienen zwei offizielle Musikvideos.
Das Erste wurde in Berlin gedreht und hatte seine Premiere am 24. Januar 2025 auf der Videoplattform YouTube. Es handelt sich dabei um ein gemeinsames Video mit dem Titel Songs gehasst, wobei Baller bei Minute 3:27 einsetzt. Es zeigt einen Zusammenschnitt von Szenen, in denen lediglich Tynna zu sehen ist. Sie wird immer wieder im Wechsel beim Performen vor einer Art Lagerhalle, beim Posieren während eines Fotoshootings und in Schwarz-weiß-Szenen gezeigt, die an Homevideoaufnahmen erinnern. Die Gesamtlänge des Videos beträgt 4:57 Minuten, der Anteil von Baller 90 Sekunden. Regie führte der Berliner Filmemacher Roberto Brundo. Bis Mai 2025 zählte das Musikvideo über 150.000 Aufrufe auf YouTube.
Am 8. Mai 2025 erschien ein eigenständiges Musikvideo zu Baller auf YouTube. Dieses lässt sich in zwei Abschnitte unterteilen. Zum einen zeigt es Szenen einer Party, zum anderen Schwarz-weiß-Aufnahmen von Tynna, die das Lied vor einem schwarzen Hintergrund singt und sich dazu bewegt. Während der Partyszenen sieht man im Vordergrund Tynna, die auf der Flucht vor ihren Dämonen ist. Diese werden durch Charaktere mit besonderen Attributen dargestellt, darunter eine Frau mit einer mit Strass besetzten Motorsäge, einen riesigen Mann mit entstelltem Gesicht oder einen Mann mit einer perlenbestückten Mundsperre. Im Video ist hauptsächlich Tynna zu sehen, ihr Bruder Abor taucht nur ganz kurz zu Beginn des Videos auf, als er ihr eine Flasche reicht. Die Gesamtlänge des Videos beträgt 2:46 Minuten. Regie führte die Berliner Filmemacherin Anastasja Black. Bis Mai 2025 zählte das Musikvideo über eine Million Aufrufe auf YouTube. Tynna selbst beschrieb es als Video auf Steroiden.

## Mitwirkende

### Liedproduktion
| Liedproduktion - Attila Bornemisza (Abor): Arrangement, Komposition, Liedtext - Tünde Bornemisza (Tynna): Gesang, Komposition, Liedtext - Alexander Hauer: Abmischung, Komposition, Liedtext, Musikproduktion - Ludwig Maier: Mastering | Unternehmen - Edition Alex Hauer: Musikverlag - Jive Records: Musiklabel - Publish Affairs Notenvertriebs: Musikverlag - Sony Music Entertainment: Vertrieb - Universal Music Publishing: Musikverlag |

### Visualisierung
| Musikvideo 1 - Roberto Brundo: Regie, Schnitt - Hanni Christof: Styling - Jonas Minner: Regie, Schnitt - Baran Mayda: Filmproduktion, Kamera - Anna Neugebauer: Haare, Schminke - Linh Nguyen: Filmproduktion, Kamera - Thay Putra: Filmproduktion, Kamera | Musikvideo 2 - Imri Agmon: Farbkorrektur - Rowan Biddiscombe: Kamera - Anastasja Black: Regie - Luke de Borde: Kameraassistenz - Julia Dymskaia: 1. Regieassistenz - Lion Futh: Beleuchtung - David Garbi: 2. Regieassistenz - Efrén Cascante Jara: Produktions-Assistenz - Alexandra Koch: Set-Runner - Julia Love: Schnitt - Esteban Pomar: Styling - Alexander Stigler: Filmproduktion - Fausto Torelli: Artdirektion - Philipp Weinrich: Postproduktion |

## Rezensionen
Stefan Raab, Initiator von Chefsache ESC 2025 – Wer singt für Deutschland?, denke bei dem Titel an „Lautmalerei“ und beschrieb ihn als „mit Abstand“ modernsten im Wettbewerb. Zudem höre sich Tynnas Gesang wie ein „weiblicher Udo Lindenberg an, bei der die As wie Os klingen“.
Volker Probst von n-tv beschrieb Baller als „Ohrwurm-Song“. Die Agence France-Presse ist der Meinung, dass in all der weltpolitischen Aufgeregtheit die Auswahl von Abor & Tynna wie gemacht für das diesjährige ESC-Motto „United by Music“ sei.
Peter-Philipp Schmitt von der FAZ beschrieb Baller als Elektropop-Nummer, dessen „Baller“-Refrain sich immer wieder wiederhole, was eingängig sei und überaus modern wirke.
Manuel Rauthe von laut.de bewertete das Album Bittersüß mit drei von fünf Sternen. Während seiner Rezension beschrieb er Baller als lebendige EDM/Pop-Produktion mit dickem Kick, hohem Tempo und eingängiger Hook, die Spaß mache. Fast jeder habe zumindest einen Ausschnitt der kurzatmigen Vorentscheids-Performance gesehen, bei der Tynna schief gesungen habe. Die Studioversion von Baller sei aber ein Hit. Der Synthesizer sorge für Atmosphäre im sonst minimalistischen Dance-Instrumental, der Rest mache einfach Spaß, die gecuttete „Balala“-Hook bleibe im Kopf, der melodische Teil der Strophe geselle sich direkt dazu. Die internationale Resonanz sei weitaus positiver als die inländische und selbst innerhalb Deutschlands werde heißer diskutiert als in den Jahren davor.

## Chartplatzierungen
Baller stieg am 7. März 2025, nach dem Finalauftritt beim deutschen Vorentscheid, auf Rang 13 der deutschen Singlecharts ein und erreichte seine beste Platzierung mit Rang drei am 23. Mai 2025, eine Woche nach dem ESC-Auftritt. Das Lied musste sich dabei lediglich Connected (RAF Camora feat. Reezy) und dem Spitzenreiter Shabab(e)s im VIP (Pashanim feat. Ceren) geschlagen geben. Es avancierte zum ersten Charthit des Duos und zum bestplatzierten ESC-Beitrag seit Michael Schultes You Let Me Walk Alone (Mai 2018), das ebenfalls Rang drei der deutschen Singlecharts erreichte. Darüber hinaus belegte das Lied am 23. Mai 2025 ebenfalls Rang drei der deutschsprachigen Singlecharts, wo es sich auch nur Connected und Shabab(e)s im VIP geschlagen geben musste, Rang 14 der New Entry Airplaycharts (23. Mai 2025) sowie Rang 40 der Airplaycharts (23. Mai 2025).
Darüber hinaus avancierte Baller zum Nummer-eins-Hit in Litauen, zum Top-10-Hit in Österreich (Rang 3), der Schweiz (Rang 5), Finnland (Rang 9) und Polen (Rang 10), oder auch zum Charterfolg in Island (Rang 12), Schweden (Rang 14), Lettland (Rang 27), dem Vereinigten Königreich (Rang 34) sowie Norwegen (Rang 37). Des Weiteren stieg das Lied auf Rang 80 der Billboard Global 200 ein und belegt dort die höchste Platzierung aller ESC-Beiträge des Jahres 2025.
| ChartsChartplatzierungen     | Höchstplatzierung | Wochen |
| ---------------------------- | ----------------- | ------ |
| Deutschland (GfK)            | 3 (11 Wo.)        | 11     |
| Österreich (Ö3)              | 3 (6 Wo.)         | 6      |
| Schweiz (IFPI)               | 5 (… Wo.)         | …      |
| Vereinigtes Königreich (OCC) | 34 (2 Wo.)        | 2      |